# 1084
| 1084               |
| ------------------ |
| Dødsfald - Fødsler |
|                    |

| Gregoriansk kalender | 1084 MLXXXIV            |
| Ab urbe condita      | 1837                    |
| Armensk kalender     | 533 ԹՎ ՇԼԳ              |
| Kinesiske kalender   | 3780 – 3781 癸亥 – 甲子 |
| Etiopisk kalender    | 1076 – 1077             |
| Jødisk kalender      | 4844 – 4845             |
| Hindukalendere       |                         |
| - Vikram Samvat      | 1139 – 1140             |
| - Shaka Samvat       | 1006 – 1007             |
| - Kali Yuga          | 4185 – 4186             |
| Iransk kalender      | 462 – 463               |
| Islamisk kalender    | 476 – 477               |

Konge i Danmark: Knud den Hellige 1080-1086
Se også 1084 (tal)